# Гремолата

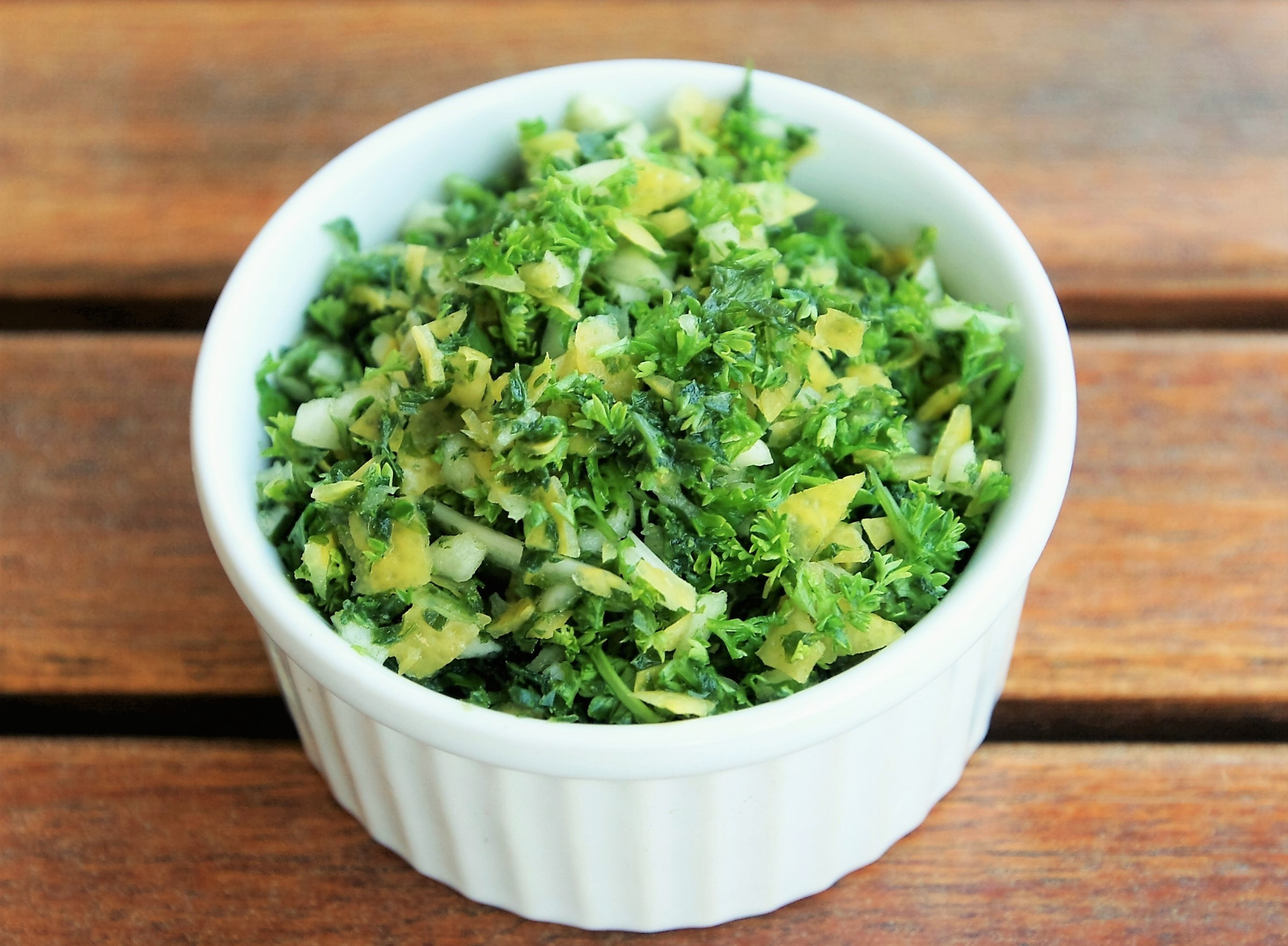
Гремолата

Гремолата (итал. gremolada) — популярная итальянская приправа, классическими ингредиентами которой считаются чеснок, петрушка и лимонная цедра. Иногда в смесь добавляют анчоусы. Гремолата традиционно подается к блюдам на севере Италии, таким, как оссобуко. Помимо этого, гремолату можно употреблять с рыбой, овощами и любыми мясными блюдами. Приправа также считается важным элементом ломбардийской кухни.
Гремолата включает в себя тертую лимонную кожуру, хотя при приготовлении можно использовать кожуру других цитрусовых, например лайма, апельсина, грейпфрута. Также существуют варианты гремолаты, включающие в себя разнае травы, такие как, кинза, кориандр, мята, шалфей. В гремолату можно добавить мелко натертый свежий хрен или пассерованный лук-шалот, тертый сыр пекорино и кедровые орехи.
Классический рецепт гремолаты — это использовать цедру одного лимона, один пучок петрушки и два-три зубчика чеснока. Все ингредиенты нужно мелко нарубить, перемешать и слегка подсолить.
Приправа содержит малое количество килокалорий, всего 11 на 100 г.